# R.O.A.R.
R.O.A.R. war 1985 ein vorübergehendes Projekt einiger Santana-Mitglieder ohne Beteiligung von Carlos Santana.
Die Musiker waren Armando Peraza (Bongos), Raul Rekow (Congas, Percussion, Begleitgesang), Orestes Vilató (Timbales, Quinto, Bongos, Begleitgesang), Alex Ligertwood (Lead-Gesang, Begleitgesang), Chester Thompson (Keyboard, Synthesizer, Begleitgesang) und Rafael Cornejo (Begleitgesang). Nur Cornejo spielte nicht bei Santana, finanzierte das Projekt jedoch weitgehend.
Die Musik auf der gleichnamigen LP klingt deutlich anders als bei Santana. Es ist Rock mit betonten Funk-, Soul- und Disco-Anklängen. Der Song We Gotta Do It war 1985 ein Hit und erschien zusätzlich als 12-Inch-Single. Auf dem Album spielen auch diverse Gastmusiker mit, die in den Credits jedoch nicht erwähnt werden.

## Diskografie
- 1985: R.O.A.R. (LP)